# Фольварк (Равицький повіт)
Фольварк (пол. Folwark, нім. Vorwerke) — село в Польщі, у гміні Равич Равицького повіту Великопольського воєводства.
Населення — 129 осіб (2011).
У 1975-1998 роках село належало до Лешненського воєводства.

## Демографія
Демографічна структура станом на 31 березня 2011 року:
|          | Загалом | Допрацездатний вік | Працездатний вік | Постпрацездатний вік |
| -------- | ------- | ------------------ | ---------------- | -------------------- |
| Чоловіки | 60      | 12                 | 46               | 2                    |
| Жінки    | 69      | 19                 | 43               | 7                    |
| Разом    | 129     | 31                 | 89               | 9                    |